# Senhor de Sonseca
Senhor de Sonseca (em castelhano:  Señor de Sonseca) é um título hereditário na Nobreza de Espanha, concedido em 1650 por Filipe IV a Duarte Fernández de Acosta.

## Senhores de Sonseca
1. Duarte Fernández de Acosta, 1º Senhor da Sonseca
2. Luis Beltrán de Lis e Espinosa de los Monteros, 2º Senhor da Sonseca
3. Santiago García e Beltrán de Lis, 3º Senhor da Sonseca
4. Santiago García y Janini, 4º Senhor da Sonseca
5. Santiago García y Boscá, 5º Senhor da Sonseca